# فربيون غروسهايم
فربيون غروسهايم (الاسم العلمي: Euphorbia grossheimii) هو نوع نباتي يتبع جنس الفربيون من الفصيلة اللبنية.